# Olga Orlova
Olga Orlova (Kijev, 7. svibnja 1903. – Rijeka, 25. prosinca 1991.), hrvatska balerina, plesačica i pedagoginja ruskog porijekla.
U Zagreb je došla s trupom ruskog baleta 1921. i u HNK-u ostvarila je brojne zapažene uloge. Posljednje godine umjetničkog rada provodi u Narodnom kazalištu "Ivan Zajc" u Rijeci kao baletni majstor, pedagoginja i koregrafkinja.